# ایگنان، گرز
ایگنان، گرز (به فرانسوی: Aignan, Gers) یک کمون در فرانسه است که در Canton of Aignan واقع شده‌است.

## خصوصیات
ایگنان ۳۲٫۱۶ کیلومترمربع مساحت و ۸۳۰ نفر جمعیت دارد و ۱۶۵ متر بالاتر از سطح دریا واقع شده‌است.